# Eleições legislativas portuguesas de 1991 no distrito de Évora
| Eleições legislativas portuguesas de 1991 Distritos: Aveiro \| Beja \| Braga \| Bragança \| Castelo Branco \| Coimbra \| Évora \| Faro \| Guarda \| Leiria \| Lisboa \| Portalegre \| Porto \| Santarém \| Setúbal \| Viana do Castelo \| Vila Real \| Viseu \| Açores \| Madeira \| Estrangeiro |

## Resultados por Concelho
Os resultados nos concelhos do Distrito de Évora foram os seguintes:

### Alandroal
| Partido                 | Partido                           | Votos | %               | +/-   |
| ----------------------- | --------------------------------- | ----- | --------------- | ----- |
|                         | Coligação Democrática Unitária    | 1 752 | 38,00 / 100,00  | 12,55 |
|                         | Partido Social Democrata          | 1 248 | 27,07 / 100,00  | 2,91  |
|                         | Partido Socialista                | 1 191 | 25,84 / 100,00  | 13,81 |
|                         | Centro Democrático e Social       | 96    | 2,08 / 100,00   | 0,18  |
|                         | Partido Socialista Revolucionário | 74    | 1,61 / 100,00   | 1,00  |
|                         | PCTP/MRPP                         | 73    | 1,58 / 100,00   | 1,11  |
|                         | Partido da Solidariedade Nacional | 51    | 1,11 / 100,00   | Novo  |
|                         | Outros                            | 70    | 1,52 / 100,00   |       |
| Votos Inválidos         | Votos Inválidos                   | 55    | 1,20 / 100,00   | 1,25  |
| Total                   | Total                             | 4 610 | 100,00 / 100,00 |       |
| Eleitorado/Participação | Eleitorado/Participação           | 6 532 | 70,58 / 100,00  | 3,69  |

### Arraiolos
| Partido                 | Partido                           | Votos | %               | +/-  |
| ----------------------- | --------------------------------- | ----- | --------------- | ---- |
|                         | Coligação Democrática Unitária    | 2 142 | 40,63 / 100,00  | 6,89 |
|                         | Partido Social Democrata          | 1 515 | 28,74 / 100,00  | 1,54 |
|                         | Partido Socialista                | 1 036 | 19,65 / 100,00  | 9,19 |
|                         | Centro Democrático e Social       | 129   | 2,45 / 100,00   | 0,88 |
|                         | Partido Socialista Revolucionário | 103   | 1,95 / 100,00   | 1,27 |
|                         | PCTP/MRPP                         | 99    | 1,88 / 100,00   | 1,43 |
|                         | Outros                            | 138   | 2,63 / 100,00   |      |
| Votos Inválidos         | Votos Inválidos                   | 110   | 2,08 / 100,00   | 0,07 |
| Total                   | Total                             | 5 272 | 100,00 / 100,00 |      |
| Eleitorado/Participação | Eleitorado/Participação           | 7 066 | 74,61 / 100,00  | 4,99 |

### Borba
| Partido                 | Partido                           | Votos | %               | +/-   |
| ----------------------- | --------------------------------- | ----- | --------------- | ----- |
|                         | Partido Social Democrata          | 1 828 | 36,80 / 100,00  | 5,07  |
|                         | Partido Socialista                | 1 485 | 29,89 / 100,00  | 12,15 |
|                         | Coligação Democrática Unitária    | 1 015 | 20,43 / 100,00  | 8,85  |
|                         | Centro Democrático e Social       | 145   | 2,92 / 100,00   | 0,66  |
|                         | Partido Socialista Revolucionário | 123   | 2,48 / 100,00   | 1,46  |
|                         | PCTP/MRPP                         | 86    | 1,73 / 100,00   | 1,29  |
|                         | Partido da Solidariedade Nacional | 55    | 1,11 / 100,00   | Novo  |
|                         | Partido Renovador Democrático     | 55    | 1,11 / 100,00   | 9,38  |
|                         | Outros                            | 70    | 1,41 / 100,00   |       |
| Votos Inválidos         | Votos Inválidos                   | 106   | 2,14 / 100,00   | 1,15  |
| Total                   | Total                             | 4 968 | 100,00 / 100,00 |       |
| Eleitorado/Participação | Eleitorado/Participação           | 6 984 | 71,13 / 100,00  | 4,75  |

### Estremoz
| Partido                 | Partido                           | Votos  | %               | +/-  |
| ----------------------- | --------------------------------- | ------ | --------------- | ---- |
|                         | Partido Social Democrata          | 4 725  | 45,36 / 100,00  | 3,94 |
|                         | Partido Socialista                | 2 523  | 24,22 / 100,00  | 9,66 |
|                         | Coligação Democrática Unitária    | 1 708  | 16,40 / 100,00  | 7,64 |
|                         | Centro Democrático e Social       | 339    | 3,25 / 100,00   | 0,18 |
|                         | Partido Socialista Revolucionário | 215    | 2,06 / 100,00   | 0,94 |
|                         | PCTP/MRPP                         | 183    | 1,76 / 100,00   | 1,30 |
|                         | Partido da Solidariedade Nacional | 162    | 1,56 / 100,00   | Novo |
|                         | Partido Renovador Democrático     | 107    | 1,03 / 100,00   | 8,34 |
|                         | Outros                            | 183    | 1,76 / 100,00   |      |
| Votos Inválidos         | Votos Inválidos                   | 272    | 2,62 / 100,00   | 0,06 |
| Total                   | Total                             | 10 417 | 100,00 / 100,00 |      |
| Eleitorado/Participação | Eleitorado/Participação           | 14 728 | 70,73 / 100,00  | 4,62 |

### Évora
| Partido                 | Partido                           | Votos  | %               | +/-   |
| ----------------------- | --------------------------------- | ------ | --------------- | ----- |
|                         | Partido Social Democrata          | 11 449 | 37,23 / 100,00  | 0,58  |
|                         | Partido Socialista                | 8 980  | 29,20 / 100,00  | 13,12 |
|                         | Coligação Democrática Unitária    | 6 633  | 21,57 / 100,00  | 7,73  |
|                         | Centro Democrático e Social       | 994    | 3,23 / 100,00   | 1,00  |
|                         | Partido Socialista Revolucionário | 537    | 1,75 / 100,00   | 1,02  |
|                         | PCTP/MRPP                         | 531    | 1,73 / 100,00   | 1,30  |
|                         | Partido da Solidariedade Nacional | 487    | 1,58 / 100,00   | Novo  |
|                         | Outros                            | 497    | 1,62 / 100,00   |       |
| Votos Inválidos         | Votos Inválidos                   | 648    | 2,11 / 100,00   | 0,22  |
| Total                   | Total                             | 30 756 | 100,00 / 100,00 |       |
| Eleitorado/Participação | Eleitorado/Participação           | 44 230 | 69,54 / 100,00  | 3,96  |

### Montemor-o-Novo
| Partido                 | Partido                           | Votos  | %               | +/-   |
| ----------------------- | --------------------------------- | ------ | --------------- | ----- |
|                         | Coligação Democrática Unitária    | 5 111  | 40,79 / 100,00  | 10,06 |
|                         | Partido Social Democrata          | 3 411  | 27,22 / 100,00  | 3,84  |
|                         | Partido Socialista                | 2 699  | 21,54 / 100,00  | 7,58  |
|                         | PCTP/MRPP                         | 298    | 2,38 / 100,00   | 2,10  |
|                         | Centro Democrático e Social       | 261    | 2,08 / 100,00   | 0,61  |
|                         | Partido Socialista Revolucionário | 223    | 1,78 / 100,00   | 1,17  |
|                         | Partido da Solidariedade Nacional | 126    | 1,01 / 100,00   | Novo  |
|                         | Outros                            | 202    | 1,62 / 100,00   |       |
| Votos Inválidos         | Votos Inválidos                   | 200    | 1,60 / 100,00   | 0,33  |
| Total                   | Total                             | 12 531 | 100,00 / 100,00 |       |
| Eleitorado/Participação | Eleitorado/Participação           | 16 624 | 75,38 / 100,00  | 6,36  |

### Mora
| Partido                 | Partido                           | Votos | %               | +/-   |
| ----------------------- | --------------------------------- | ----- | --------------- | ----- |
|                         | Coligação Democrática Unitária    | 1 518 | 35,99 / 100,00  | 10,14 |
|                         | Partido Social Democrata          | 1 475 | 34,97 / 100,00  | 3,92  |
|                         | Partido Socialista                | 767   | 18,18 / 100,00  | 7,69  |
|                         | Centro Democrático e Social       | 123   | 2,92 / 100,00   | 0,88  |
|                         | PCTP/MRPP                         | 86    | 2,04 / 100,00   | 1,72  |
|                         | Partido Socialista Revolucionário | 61    | 1,45 / 100,00   | 0,66  |
|                         | Outros                            | 108   | 2,56 / 100,00   |       |
| Votos Inválidos         | Votos Inválidos                   | 80    | 1,90 / 100,00   | 0,23  |
| Total                   | Total                             | 4 218 | 100,00 / 100,00 |       |
| Eleitorado/Participação | Eleitorado/Participação           | 5 838 | 72,25 / 100,00  | 8,31  |

### Mourão
| Partido                 | Partido                           | Votos | %               | +/-   |
| ----------------------- | --------------------------------- | ----- | --------------- | ----- |
|                         | Partido Social Democrata          | 767   | 44,72 / 100,00  | 4,36  |
|                         | Partido Socialista                | 527   | 30,73 / 100,00  | 13,28 |
|                         | Coligação Democrática Unitária    | 230   | 13,41 / 100,00  | 7,34  |
|                         | Centro Democrático e Social       | 50    | 2,92 / 100,00   | 0,33  |
|                         | Partido Socialista Revolucionário | 34    | 1,98 / 100,00   | 0,74  |
|                         | PCTP/MRPP                         | 22    | 1,28 / 100,00   | 0,85  |
|                         | Partido da Solidariedade Nacional | 20    | 1,17 / 100,00   | Novo  |
|                         | Outros                            | 31    | 1,80 / 100,00   |       |
| Votos Inválidos         | Votos Inválidos                   | 34    | 1,98 / 100,00   | 2,35  |
| Total                   | Total                             | 1 715 | 100,00 / 100,00 |       |
| Eleitorado/Participação | Eleitorado/Participação           | 2 727 | 62,89 / 100,00  | 4,66  |

### Portel
| Partido                 | Partido                           | Votos | %               | +/-   |
| ----------------------- | --------------------------------- | ----- | --------------- | ----- |
|                         | Coligação Democrática Unitária    | 1 721 | 38,87 / 100,00  | 10,56 |
|                         | Partido Socialista                | 1 140 | 25,75 / 100,00  | 10,19 |
|                         | Partido Social Democrata          | 1 075 | 24,28 / 100,00  | 0,82  |
|                         | PCTP/MRPP                         | 107   | 2,42 / 100,00   | 1,79  |
|                         | Centro Democrático e Social       | 95    | 2,15 / 100,00   | 0,79  |
|                         | Partido Socialista Revolucionário | 91    | 2,06 / 100,00   | 1,43  |
|                         | Outros                            | 112   | 2,53 / 100,00   |       |
| Votos Inválidos         | Votos Inválidos                   | 87    | 1,97 / 100,00   | 0,63  |
| Total                   | Total                             | 4 428 | 100,00 / 100,00 |       |
| Eleitorado/Participação | Eleitorado/Participação           | 6 563 | 67,47 / 100,00  | 5,00  |

### Redondo
| Partido                 | Partido                           | Votos | %               | +/-  |
| ----------------------- | --------------------------------- | ----- | --------------- | ---- |
|                         | Partido Social Democrata          | 1 486 | 34,00 / 100,00  | 7,40 |
|                         | Coligação Democrática Unitária    | 1 225 | 28,03 / 100,00  | 9,67 |
|                         | Partido Socialista                | 1 021 | 23,36 / 100,00  | 8,50 |
|                         | Centro Democrático e Social       | 143   | 3,27 / 100,00   | 0,62 |
|                         | Partido Socialista Revolucionário | 110   | 2,52 / 100,00   | 1,13 |
|                         | PCTP/MRPP                         | 108   | 2,47 / 100,00   | 1,81 |
|                         | Partido Renovador Democrático     | 65    | 1,49 / 100,00   | 8,73 |
|                         | Partido da Solidariedade Nacional | 64    | 1,46 / 100,00   | Novo |
|                         | Outros                            | 54    | 1,23 / 100,00   |      |
| Votos Inválidos         | Votos Inválidos                   | 94    | 2,15 / 100,00   | 0,39 |
| Total                   | Total                             | 4 370 | 100,00 / 100,00 |      |
| Eleitorado/Participação | Eleitorado/Participação           | 6 883 | 63,49 / 100,00  | 6,23 |

### Reguengos de Monsaraz
| Partido                 | Partido                           | Votos | %               | +/-  |
| ----------------------- | --------------------------------- | ----- | --------------- | ---- |
|                         | Partido Socialista                | 2 194 | 35,50 / 100,00  | 9,54 |
|                         | Partido Social Democrata          | 1 980 | 32,04 / 100,00  | 2,25 |
|                         | Coligação Democrática Unitária    | 1 164 | 18,83 / 100,00  | 9,15 |
|                         | Centro Democrático e Social       | 174   | 2,82 / 100,00   | 0,86 |
|                         | PCTP/MRPP                         | 147   | 2,38 / 100,00   | 1,80 |
|                         | Partido Socialista Revolucionário | 142   | 2,30 / 100,00   | 0,98 |
|                         | Partido da Solidariedade Nacional | 98    | 1,59 / 100,00   | Novo |
|                         | Outros                            | 133   | 2,15 / 100,00   |      |
| Votos Inválidos         | Votos Inválidos                   | 148   | 2,40 / 100,00   | 0,12 |
| Total                   | Total                             | 6 180 | 100,00 / 100,00 |      |
| Eleitorado/Participação | Eleitorado/Participação           | 9 522 | 64,90 / 100,00  | 5,51 |

### Vendas Novas
| Partido                 | Partido                           | Votos | %               | +/-  |
| ----------------------- | --------------------------------- | ----- | --------------- | ---- |
|                         | Partido Social Democrata          | 2 505 | 36,83 / 100,00  | 3,10 |
|                         | Coligação Democrática Unitária    | 1 916 | 28,17 / 100,00  | 8,35 |
|                         | Partido Socialista                | 1 543 | 22,69 / 100,00  | 7,72 |
|                         | Centro Democrático e Social       | 202   | 2,97 / 100,00   | 0,49 |
|                         | PCTP/MRPP                         | 147   | 2,16 / 100,00   | 1,68 |
|                         | Partido Socialista Revolucionário | 111   | 1,63 / 100,00   | 0,95 |
|                         | Partido da Solidariedade Nacional | 106   | 1,56 / 100,00   | Novo |
|                         | Outros                            | 119   | 1,76 / 100,00   |      |
| Votos Inválidos         | Votos Inválidos                   | 152   | 2,23 / 100,00   | 0,06 |
| Total                   | Total                             | 6 801 | 100,00 / 100,00 |      |
| Eleitorado/Participação | Eleitorado/Participação           | 9 456 | 71,92 / 100,00  | 6,24 |

### Viana do Alentejo
| Partido                 | Partido                           | Votos | %               | +/-   |
| ----------------------- | --------------------------------- | ----- | --------------- | ----- |
|                         | Coligação Democrática Unitária    | 1 150 | 33,23 / 100,00  | 12,44 |
|                         | Partido Social Democrata          | 1 058 | 30,57 / 100,00  | 6,31  |
|                         | Partido Socialista                | 799   | 23,09 / 100,00  | 8,98  |
|                         | Partido Socialista Revolucionário | 102   | 2,95 / 100,00   | 1,54  |
|                         | Centro Democrático e Social       | 74    | 2,14 / 100,00   | 0,78  |
|                         | PCTP/MRPP                         | 65    | 1,88 / 100,00   | 1,23  |
|                         | Partido da Solidariedade Nacional | 37    | 1,07 / 100,00   | Novo  |
|                         | Outros                            | 70    | 2,02 / 100,00   |       |
| Votos Inválidos         | Votos Inválidos                   | 106   | 3,06 / 100,00   | 0,68  |
| Total                   | Total                             | 3 461 | 100,00 / 100,00 |       |
| Eleitorado/Participação | Eleitorado/Participação           | 5 068 | 68,29 / 100,00  | 7,84  |

### Vila Viçosa
| Partido                 | Partido                           | Votos | %               | +/-   |
| ----------------------- | --------------------------------- | ----- | --------------- | ----- |
|                         | Partido Social Democrata          | 2 179 | 43,11 / 100,00  | 5,36  |
|                         | Partido Socialista                | 1 281 | 25,34 / 100,00  | 9,03  |
|                         | Coligação Democrática Unitária    | 1 037 | 20,51 / 100,00  | 10,00 |
|                         | Centro Democrático e Social       | 130   | 2,57 / 100,00   | 0,77  |
|                         | Partido da Solidariedade Nacional | 83    | 1,64 / 100,00   | Novo  |
|                         | Partido Socialista Revolucionário | 81    | 1,60 / 100,00   | 0,63  |
|                         | PCTP/MRPP                         | 66    | 1,31 / 100,00   | 0,79  |
|                         | Outros                            | 85    | 1,68 / 100,00   |       |
| Votos Inválidos         | Votos Inválidos                   | 113   | 2,24 / 100,00   | 0,27  |
| Total                   | Total                             | 5 055 | 100,00 / 100,00 |       |
| Eleitorado/Participação | Eleitorado/Participação           | 7 274 | 69,49 / 100,00  | 7,42  |